# تنكس المشيمية
تنكس المشيمة عبارة عن مرض متنحي مرتبط بالكروموسوم x ويكون تهتكي لشبكية العين الذي يؤدي إلى تهتك المَشيماءُ الشُّعَيرِيَّة وايبيثيليم صبغة البكية وأيضا مستقبل الضوء الموجود في العين.
تنكس المشيمية يعتبر اضطراب وراثي نادر يسبب فقدان النظر بسبب تهتك المشيمية والشبكية. يحدث عادةً في الذكور. في مرحلة الطفولة، العمى الليلي يكون أول الاعراض. كلما تطور المرض يكون هنال فقدان للنظر عادةً ما تبدأ على شكل حلقة غير منتظمة وتتمدد تدريجياً.
تطور المرض يستمر طوال حياة المريض. معدل التغيير ومستوى فقدان النظر تكون مختلفة من شخص إلى اخر.
فقدان النظر الحقيقي يحدث بسبب تهتك في عدة طبقات من الخلايا التي تكون أساسية للنظر. هذه الطبقات، التي تكون موجودة في باطن مؤخرة العين، تسمى بالمشيمية وايبيثيليم صبغة الشبكية والشبكية. المشيمية عبارة عن شبكة من الاوعية الدموية الواقعة بين الشبكية، والصلبة. الاوعية الدموية المشيمية توفر الوكسجين والغذاء ل لبيثيليم صبغة الشبكية وخلايا الشبكية المستقبلة للضوء.
ابيثيلم صبغة الشبكية تكون موجود في اسفل الشبكية، وتوفر الدعم لوظيفة الخلايا المستقبلة للضوء. مستقبلات الضوء تحول الضوء إلى نبضات كهربائية التي تنقل الرسائل إلى الدماغ. في بداية تنكس المشيمية، المشيمية وابيثيليم صبغة المشيمة يبدا بالتدهور. في النهاية، الخلايا المستقبلة للضوء أيضا تتهتك كنتيجة لفقدان النظر.

## التشخيص
يمكن إجراء التشخيص لتنكس المشيمية اعتمادًا على التاريخ العائلي والأعراض والمظهر المميز لقاع العين. ومع ذلك، يشترك تنكس المشيمية في العديد من الأعراض السريرية مع التهاب الشبكية الصباغي، وهو مجموعة مماثلة ولكنها أوسع من أمراض تنكس الشبكية، ما يجعل التشخيص الدقيق صعبًا دون إجراء اختبارات جينية. لهذا السبب، يُشخص تنكس المشيمية غالبًا بشكل خاطئ في البداية على أنه التهاب الشبكية الصباغي. يمكن استخدام مجموعة متنوعة من الاختبارات الجينية لإجراء التشخيص التفريقي.

## العلاج
رغم عدم وجود طريقة لعلاج تنكس الشبكية أو عكسه في الوقت الحالي، فهناك إجراءات يمكن اتخاذها لإبطاء معدل فقدان البصر. يوصى باستخدام النظارات الشمسية المضادة للأشعة فوق البنفسجية في الخارج، واتباع نظام غذائي مليء بالفواكه الطازجة والخضراوات الورقية الخضراء، وتناول مكملات تحوي فيتامينات مضادة للأكسدة، وتناول منتظم للأحماض الدهنية طويلة السلسلة أوميغا 3. وجدت إحدى الدراسات أن المكملات الغذائية التي تحوي اللوتين تزيد من مستويات الصباغ البقعي لدى المرضى الذين يعانون تنكس المشيمية. على مدى فترة طويلة من الزمن، «يمكن» لهذه المستويات المرتفعة من الصباغ أن تبطئ تنكس الشبكية. تشمل التدخلات الإضافية التي قد تكون ضرورية التصحيحَ الجراحي لانفصال الشبكية والساد، وخدمات التعامل مع ضعف البصر، وتقديم المشورة للمساعدة في التعامل مع الاكتئاب وفقدان الاستقلال والقلق من فقدان الوظيفة.

### العلاج الجيني
لا يُعتبر العلاج الجيني حاليًا خيارًا علاجيًا، لكن التجارب السريرية البشرية التي أُجريت على مرضى تنكس المشيمية وكُمنة ليبر الخلقية أسفرت عن نتائج واعدة إلى حد ما.
بدأت التجارب السريرية للعلاج الجيني لمرضى كمنة ليبر الخلقية في عام 2008 في ثلاثة مواقع مختلفة. بشكل عام، وجدت هذه الدراسات أن العلاج آمن، وفعال إلى حد ما، وواعد كعلاج مستقبلي لأمراض الشبكية المماثلة.
في عام 2011، جُرب أول علاج جيني لتنكس المشيمية. أجرى الجراحةَ روبيرت مكلارين، وهو أستاذ في طب العيون في جامعة أكسفورد وقائد مجموعة الأبحاث السريرية في طب العيون في مختبر نوفيلد لطب العيون. في الدراسة، حُقنت جرعتان من ناقل بروتين ريب 1 للفيروسات المرتبطة بالفيروسات الغدية (AAV.REP1) تحت الشبكية لدى 12 مريضًا مصابًا بتنكس المشيمية. كان لهذه الدراسة هدفان:
- تقييم مدى أمان ناقل AAV.REP1 وتحمله
- مراقبة الفائدة العلاجية، أو تباطؤ تنكس الشبكية، للعلاج الجيني في أثناء الدراسة وبعد العلاج بمدة 24 شهرًا

رغم انفصال الشبكية الناجم عن الحقن، أظهرت الدراسة تحسنًا أوليً في وظائف العصي والمخاريط، ما استدعى إجراء مزيد من الدراسات.
في عام 2016، كان الباحثون متفائلين بأن النتائج الإيجابية لـ32 مريضًا بتنكس المشيمية، والذين عولجوا على مدار أربعة أعوام ونصف بواسطة العلاج الجيني في أربعة بلدان، قد تكون طويلة الأمد.

### العلاجات المحتملة الأخرى
رغم أن تنكس المشيمية هو المرشح المثالي للعلاج الجيني، فهناك علاجات محتملة أخرى يمكن عبرها استعادة الرؤية بعد فقدانها في وقت لاحق من الحياة، وأهمها العلاج بالخلايا الجذعية. وجدت تجربة سريرية نُشرت في عام 2014 أن الحقن تحت الشبكي للخلايا الجذعية الجنينية البشرية لدى المرضى الذين يعانون التنكس البقعي المرتبط بالعمر ومرض ستارغاردت كان آمنًا وأظهر تحسنًا في الرؤية لدى معظم المرضى. من بين 18 مريضًا، تحسنت الرؤية لدى 10 مرضى، وتحسنت أو بقيت على حالها لدى 7 آخرين، وساءت لدى مريض واحد، في حين لم يُلاحظ أي تحسن في العيون غير المعالجة. وجدت الدراسة أنه «لا يوجد دليل على الانتشار السلبي، أو الرفض، أو مشكلات خطيرة تتعلق بالسلامة العينية أو الجهازية للأنسجة المزروعة». استخدمت دراسة أُجريت في عام 2015 كريسبر/كاس 9 لإصلاح الطفرات في الخلايا الجذعية متعددة القدرات المأخوذة من المريض والتي تسبب التهاب الشبكية الصباغي المرتبط بالصبغي إكس. تقترح هذه الدراسة أنه يمكن استخدام الخلايا التي أُصلحت لدى المريض في العلاج، ما يقلل من خطر الرفض المناعي والقضايا الأخلاقية التي تصاحب استخدام الخلايا الجذعية الجنينية.

## وصلات خارجية
- Foundation Fighting Blindness
- Choroideremia Research Foundation
- Dr. Jean Bennett news on Leber Congenital Amaurosis Gene Therapy